# Anne-Robert-Jacques Turgot
Anne-Robert-Jacques Turgot (ur. 10 maja 1727 w Paryżu, zm. 18 marca 1781 tamże) – główny kontroler finansów, generalny kontroler finansów w państwie Ludwika XVI, próbował naprawić sytuację finansową ówczesnej Francji poprzez m.in. próbę nałożenia podatków na szlachtę i duchowieństwo, ograniczenie wydatków dworskich oraz przeprowadzenie reform takich jak: swoboda handlu zbożem, zniesienie ograniczeń cechowych, zamiana szarwarków chłopskich na specjalny podatek itd. Popierał doktrynę fizjokratyzmu i był jednym z jej najwybitniejszych przedstawicieli. Był jednym z autorów Wielkiej Encyklopedii Francuskiej.
Pod naciskiem żony Ludwika XVI – Marii Antoniny (córki Marii Teresy austriackiej) – oraz opozycji możnych został zdymisjonowany, a jego stanowisko objął Jean Étienne Bernard Clugny de Nuits.
De Turgot był również przez miesiąc (VII-VIII 1774) sekretarzem stanu do spraw floty.
Turgot był jednym z twórców teorii postępu. Jego teoria zmniejszającej się wydajności ziemi należy do źródeł statycznej teorii zasobów.

## Dzieła
- Réflexions sur la Formation et la Distribution des Richesses (napisane w 1766, wydane w latach 1769 (I tom) i 1770 (II tom)